# B·J·诺瓦克
本杰明·約瑟夫·馬納利·諾瓦（英語：Benjamin Joseph Manaly "B. J." Novak，1979年7月31日—），美國演員、獨角喜劇演員、編劇、作家、導演。在美國電視劇《辦公室瘋雲》擔任編劇與執行製作，並且在其中擔綱演出萊恩·霍華一角，是使其為人所知的原因。

## 私人生活
諾瓦在執筆《辦公室瘋雲》時，認識了親密好友敏迪·卡靈。兩人分分合合，情況亦可從現實生活中對應到劇中角色，分別是諾瓦飾演的萊恩·霍華與卡林飾演的凱莉·卡普。諾瓦隨後擔任《怪咖婦產科》第一季的的製片顧問，並在劇中4度登場演出，但其本來飾演的角色早在第一季就已經結束戲份。諾瓦的兄弟傑西（Jesse），為《怪咖婦產科》與動畫情境喜劇《马男波杰克》譜曲。

## 外部連結
- B. J. Novak的X（前Twitter）
- B. J. Novak在互联网电影资料库（IMDb）上的資料（英文）
- 在AllMovie上B. J. Novak的頁面（英文）
- TCM电影资料库上B. J. Novak的资料（英文）
- WorldCat 聯合目錄中B. J. Novak的著作或與之相關的著作
- "The Office's BJ Novak: Uncut"（页面存档备份，存于）, an NPR interview from May 2008